# Villa Biscossi
Villa Biscossi – miejscowość i gmina we Włoszech, w regionie Lombardia, w prowincji Pawia.
Według danych na rok 2004 gminę zamieszkiwały 73 osoby, 14,6 os./km².